# Quiché megye
Quiché Guatemala egyik megyéje. Az ország középpontjáról kissé nyugatra részén terül el. Székhelye Santa Cruz del Quiché.

## Földrajz
Az ország középpontjától kissé nyugatra elterülő megye északon Mexikó Chiapas államával, keleten Alta Verapaz és Baja Verapaz, délen Chimaltenango és Sololá, nyugaton pedig Totonicapán és Huehuetenango megyével határos.

## Népesség
Ahogy egész Guatemalában, a népesség növekedése Quiché megyében is gyors. A változásokat szemlélteti az alábbi táblázat:
| Év             | Lakosság  |
| -------------- | --------- |
| 1981           | 328 175   |
| 1994           | 437 669   |
| 2002           | 655 510   |
| 2014 (becsült) | 1 053 737 |

### Nyelvek
2011-ben a lakosság 65,1%-a beszélte a kicse, 0,4%-a a kanhobal, 1,3%-a a mam, 3,6%-a a kekcsi és 0,4%-a a kakcsikel nyelvet.

## Képek

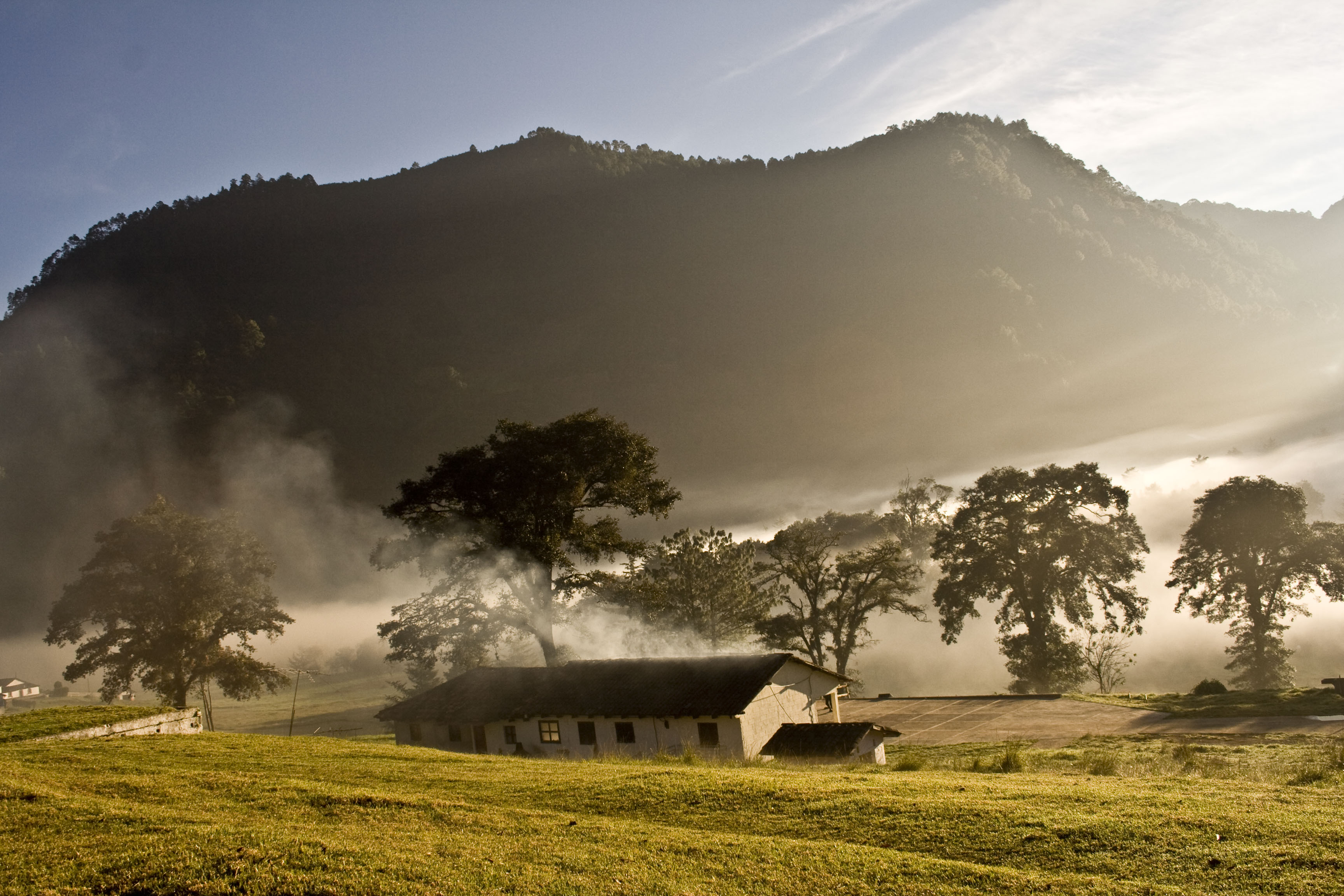
Tájkép
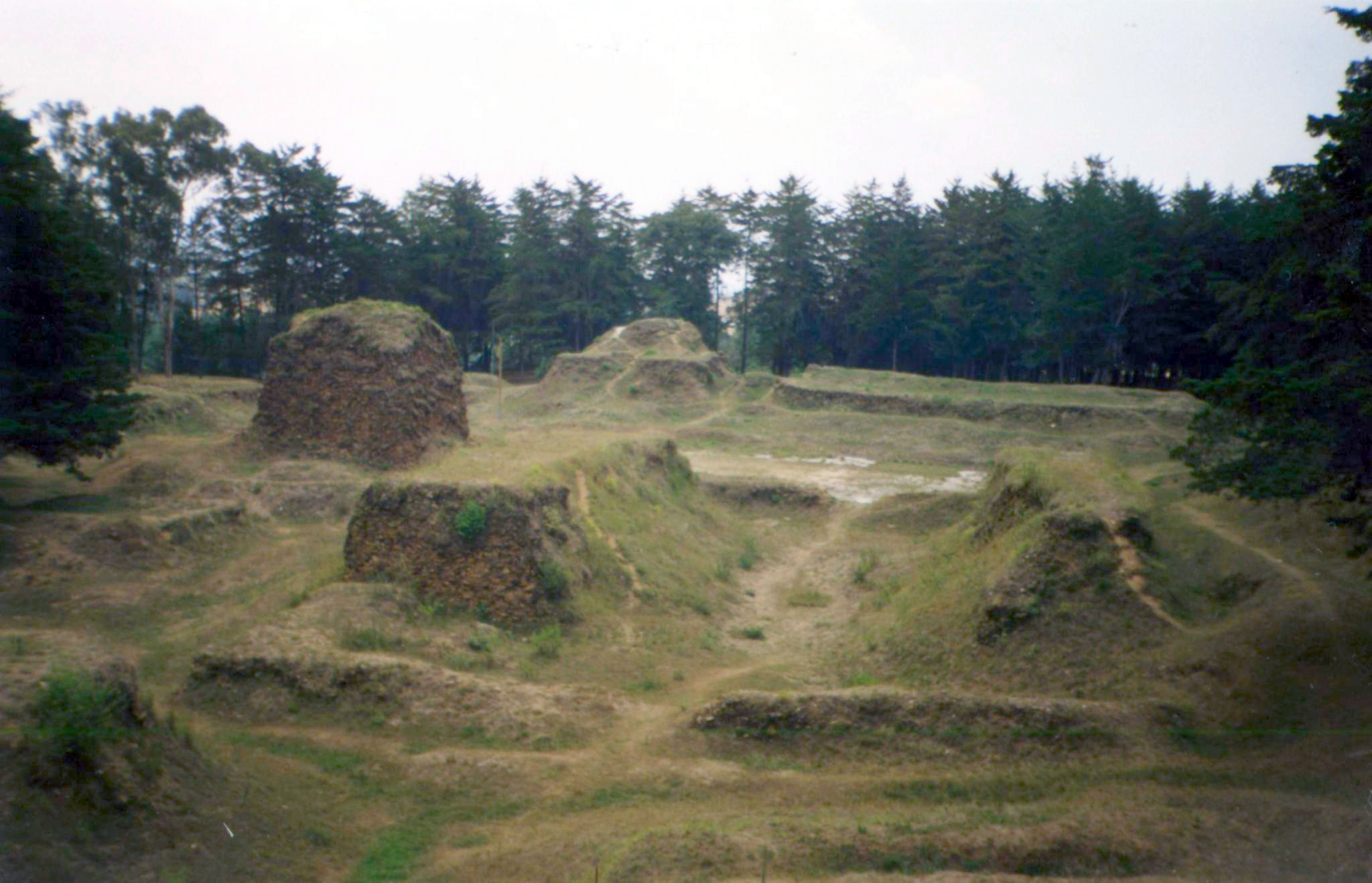
A Q’umarkaj maja régészeti lelőhely
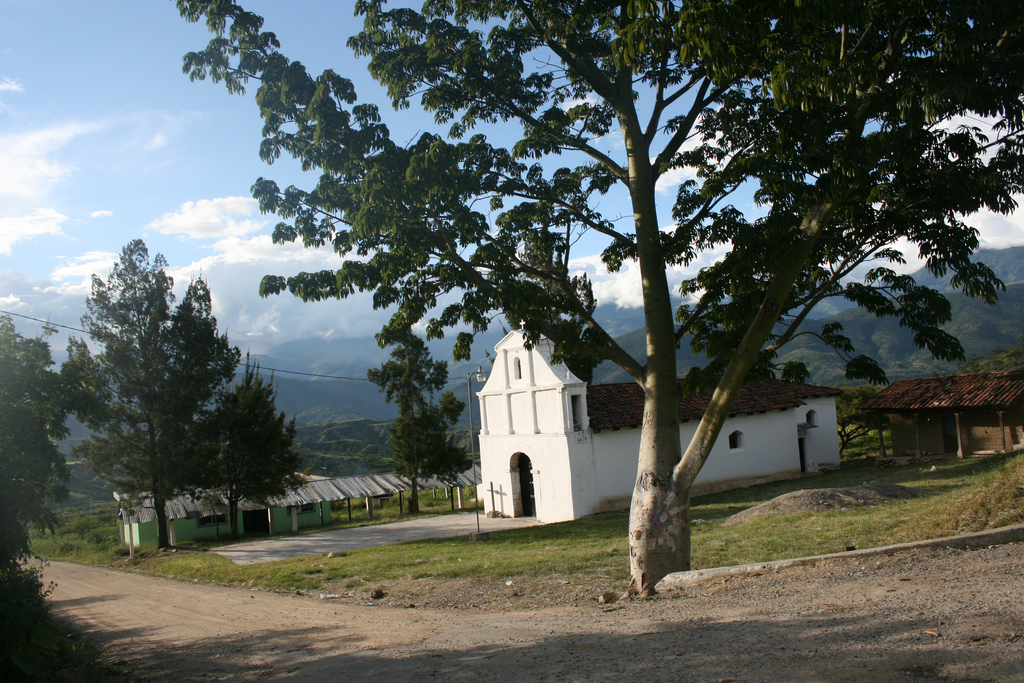
Templom Pasaulban
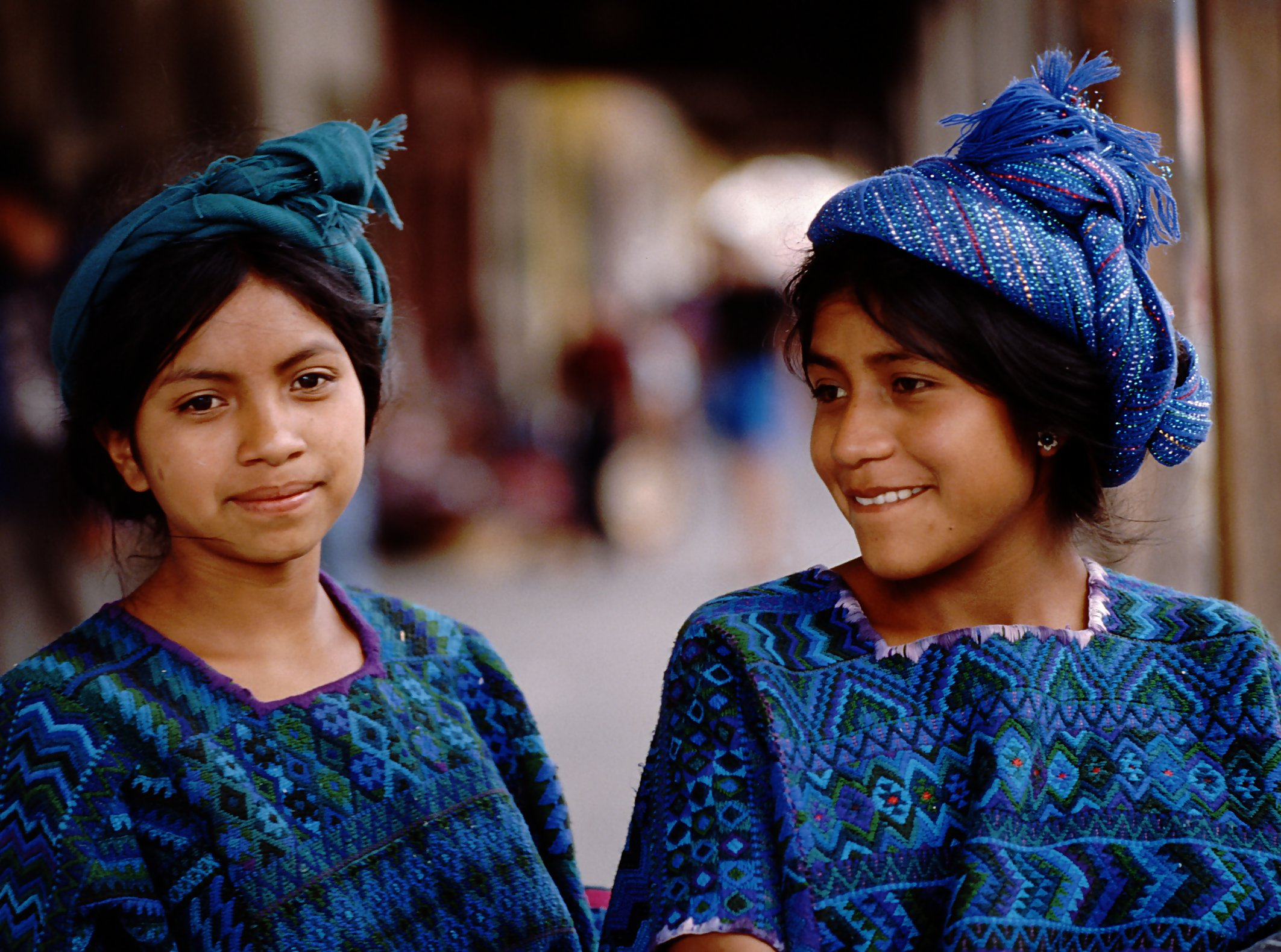
Lányok a chichicastenangói piacon